# Heike Jensen (Volleyballspielerin)
Heike Jensen (* 21. Juli 1965 in Dresden, jetzt Heike Schlufter) ist eine ehemalige deutsche Volleyballspielerin.
Heike Jensen war vielfache DDR-Nationalspielerin. 1988 nahm sie mit der Volleyball-Nationalmannschaft der DDR an den Olympischen Spielen in Seoul teil und belegte dort Platz fünf. Heike Jensen spielte für SC Dynamo Berlin und wurde mehrfach DDR-Meister.
Heike Jensen ist heute mit dem DDR-Ruderweltmeister Bernd Schlufter verheiratet und lebt in Sondershausen. Ihre jüngere Schwester Grit war Volleyball-Nationalspielerin der DDR und Deutschlands.